# کارول کلوس
کارول کروس (انگلیسی: Karol Kłos؛ زادهٔ ۸ اوت ۱۹۸۹) یک بازیکن والیبال اهل لهستان عضو تیم ملی والیبال لهستان و باشگاه اسکرا بلچاتوف است.
کارول در قهرمانی جهان ۲۰۱۴ به همراه لهستان به مدال طلا دست یافت و در نهایت با عملکرد خوب خود در مرحله نیمه نهایی به عنوان یکی از دو مدافع میانی برتر قهرمانی جهان ۲۰۱۴ انتخاب شد.